# Abraham Sharp
Abraham Sharp (Little Horton, Bradford, West Yorkshire, 1653 – Little Horton, 18 de julho de 1742) foi um matemático e astrônomo inglês.

## Biografia
Sharp nasceu na Horton Hall em Little Horton, Bradford, filho do bem-sucedido comerciante John Sharp e de Mary (née Clarkson) Sharp, e foi educado na Bradford Grammar School.

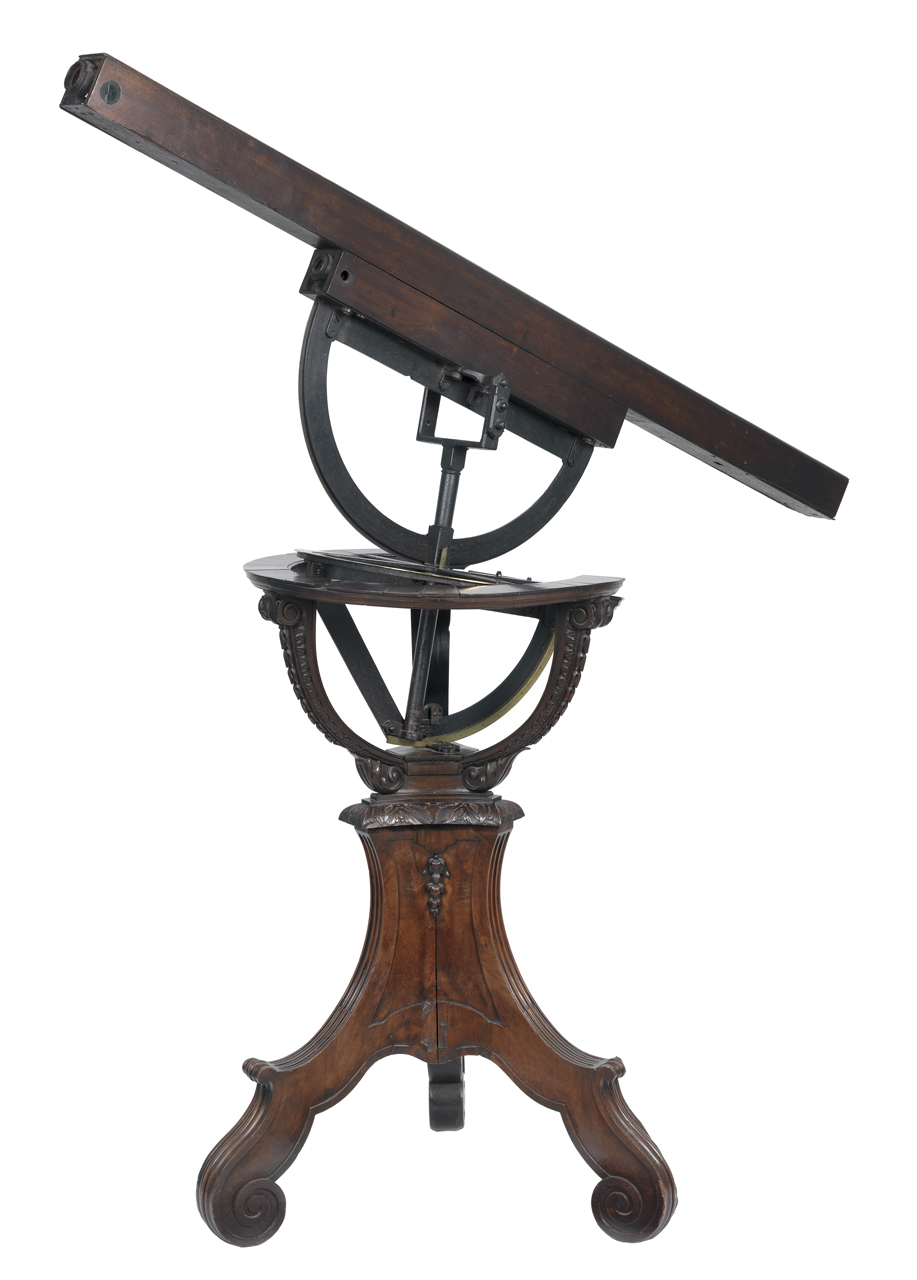
Telescópio de madeira de Abraham Sharp

Em 1669 foi aprendiz de comerciante antes de tornar-se professor colegial (schoolmaster) em Liverpool e em seguida contador em Londres. Seu amplo conhecimento de matemática e astronomia atraiu a atenção de John Flamsteed e foi através de Flamsteed que Sharp foi convidado, em 1688, a entrar no Observatório Real de Greenwich. Fez um trabalho notável no Observatório, melhorando instrumentos e mostrando grande habilidade como calculador, publicando Geometry Improved e tabelas de logaritmos.
Em 1699 Sharp calculou pi com 72 casas decimais usando uma sequência em arco tangente, mantendo por pouco tempo o recorde até John Machin calcular 100 dígitos em 1706.
Retornou a Little Horton em 1694. Quando o Atlas Coelestis foi publicado em 1729 - o maior mapa de estrelas publicado na época - continha 26 mapas das constelações principais visíveis de Greenwich e dois planisférios desenhados por Sharp.
Sharp morreu solteiro em Little Horton em 1742. Foi tio-avô de Jesse Ramsden, fabricante de instrumentos científicos.
Uma tradução em inglês de uma placa comemorativa em latim na catedral de Bradford esclarece: He was rightly counted among the most accomplished mathematicians of his day. He enjoyed constant friendship with the very famous men of the same repute, notably Flamsteed and the illustrious Newton. He drew up the description of the heavens made by the former of these (Flamsteed) in (astronomical) tables of the greatest accuracy; he also published anonymously various writings and descriptions of instruments perfected by himself... .